# Joseph Naggear
 (janvier 2023).
- Si vous ne connaissez pas le sujet, laissez ce bandeau (vous pouvez alors contacter les auteurs).
- Si vous supprimez le contenu mis en cause (vous pouvez préalablement contacter les auteurs),

argumentez précisément cette suppression dans la page de discussion
(un manque de référence n'est pas un argument ; une recherche réelle de référence doit avoir été effectuée, être formellement documentée).
Joseph Naggear, né à Aley (Mont Liban) en 1908 et mort à Beyrouth en 2006, est un homme politique libanais, le premier ingénieur polytechnicien du pays.

## Biographie
Issu d'une famille de la bourgeoisie francophone grecque-catholique, surnommé « Abou al-mouhandissin » (le père des ingénieurs en arabe), fondateur de l’ordre des ingénieurs libanais (reconnu en 1950), il a été une personnalité publique du pays, et y joua un rôle politique. Il s’occupa de toutes les questions d’équipement urbain et rural jusqu’au déclenchement de la guerre civile en 1975. 

### Formation
Il est formé par les Jésuites au Collège de l'Université Saint Joseph de Beyrouth. Il effectue sa préparation à l'École Sainte Geneviève à Versailles et est reçu à l’École polytechnique en 1927. Ingénieur des Ponts et Chaussées (1932), il rentre alors au Liban.

### Carrière
Joseph Naggear partage sa carrière entre l’enseignement des mathématiques à l’École française (puis supérieure) d’ingénieurs de Beyrouth (dépendant de l’Université Saint-Joseph des Jésuites), où il est professeur à partir de 1933, et une multitude de fonctions officielles et consultatives. Il constitue le prototype des premiers techniciens du Mandat français. Pétris de l’influence culturelle, technique et scientifique française, ces hommes n'en participent pas moins à la revendication d’indépendance, prennent en charge le développement national en s’opposant parfois aux intérêts des firmes françaises et des élites administratives mandataires, et sèment les germes d’une élite technique locale. 

#### Du Mandat français à l'Indépendance
Sa première mission le conduit en 1932 à fonder au sein du ministère de l’Intérieur le bureau technique municipal, où il travaille avec les frères Danger chargés d’études pour l’aménagement de Beyrouth puis de Tripoli, avec le régisseur du cadastre de Syrie et du Liban Camille Durrafourd puis, ultérieurement, avec l'architecte et urbaniste Michel Ecochard. Dès 1936, il propose un projet de code de l’urbanisme inspiré de la réglementation française. En 1941, il est secrétaire d’État au Ravitaillement. 

#### Au service de la planification de l'État libanais, de l'Indépendance au chéhabisme
En tant que vice-président de la Société libanaise d'économie politique (SLEP), il publie un chapitre en 1948 : Équipement économique national et programme de grands travaux, dans l'ouvrage Plan de reconstruction de l’économie libanaise et de réforme de l’État. Dans ce texte, il trace un plan de base pour l’équipement du pays, de l'irrigation, aux routes et à l'industrie. Il propose aussi de nouveaux outils pour l’aménagement du territoire et définit les instruments de l’urbanisme. 
Dans les années suivantes, il participe à la supervision du projet d’aménagement de l’aéroport de Beyrouth et du premier plan d’urbanisme pour la banlieue sud-ouest de Beyrouth. En 1953, sous la présidence de Camille Chamoun, il fonde le Conseil du plan, organe consultatif chargé d’études et de recommandations, qui se transforme en 1954 en ministère du Plan. 
Il contribue à la fondation de l’Ordre des ingénieurs de Beyrouth, dont il est le premier président (1951-52), fonction qu'il occupe de nouveau de 1957 à 1958. L'objectif de l'Ordre est de promouvoir le rôle des ingénieurs dans le développement du pays, en protégeant et en définissant strictement le titre, en contrôlant certains actes, comme les permis de construire, et en défendant les ingénieurs libanais face aux étrangers et face à l’État. L'Ordre assure aussi une fonction de solidarité par l'intermédiaire de caisses de retraite et de santé.
Joseph Naggear siège après 1959 au conseil supérieur de l’urbanisme, et à ce titre contribue, en liaison avec Michel Ecochard et d’autres ingénieurs et architectes libanais, à l’élaboration de la loi de l’urbanisme approuvé en septembre 1962, qui reprend ses dispositions en matière de remembrement urbain et de société foncière. Il fonde en 1963, et préside jusqu'à 1991 le Conseil national de la recherche scientifique, chargé de moderniser l’industrie libanaise. Entre 1963 et 1967, il est ministre du Plan à trois reprises (combiné avec d'autres portefeuilles: Économie nationale, Postes et télégraphes, Agriculture). Dans cette fonction, il soutient le travail de la mission IRFED Liban qui, sous l'égide du Père Louis-Joseph Lebret, définit et met en œuvre la politique de développement et de modernisation voulue par le président de la République, le général Fouad Chéhab.
Joseph Naggear est décédé à Beyrouth en 2006. 